# Polikrates
Polikrates (gr. Πολυκράτης "potężny władca") – tyran Samos w latach 537-522 p.n.e. Większość wiadomości o nim pochodzi z opisów w trzeciej księdze Dziejów Herodota.

## Życiorys

### Młodość i przejęcie władzy
Polikrates był synem Ajakesa, człowieka, który należał do samijskiej arystokracji (geomoroi) i prawdopodobnie w którymś momencie rządził wyspą. W młodości kształcił Polikratesa poeta Anakreont z Teos. Polikrates przejął władzę na Samos w czasie świąt ku czci Hery, patronki wyspy, przy pomocy kilkunastu hoplitów i swoich braci, Pantagnotosa i Sylosonta, z którymi krótko współrządził. Wspólne rządy skończyły się zabójstwem Pantagnotosa i wygnaniem Sylosonta, który znalazł schronienie na dworze Kambyzesa II – króla Persów.

### Rozwój Samos i szczęście władcy
Samos pod rządami Polikratesa stała się potęgą w basenie Morza Egejskiego dzięki zwycięskim wojnom z Miletem, Lesbos oraz sojuszom m.in. z faraonem Amasisem i tyranem Naksos Lygdamisem. W realizacji celów wojennych pomogła władcy jego flota, składająca się ze stu pentekonter, 40 trier oraz armia dysponująca m.in. tysiącem łuczników, dokonujące wypraw na wyspy i miasta Jonii. Za jego panowania miała też powstać konstrukcja nowego typu okrętu, zwanego samainą (σάμαινα), który łączył w sobie cechy jednostki wojennej i statku handlowego.
Polikrates był przez starożytnych uważany za człowieka niezwykle szczęśliwego. Wzbudziło to zaniepokojenie Amasisa – sojusznika i przyjaciela tyrana – który wierzył, że ktoś, komu powodzi się nazbyt dobrze we wszystkim, musi marnie zakończyć żywot. Jest to przejaw silnie zaznaczonej u Herodota wiary w Ananke – zrównującą moc przeznaczenia, która nazbyt pomyślne losy odwraca w końcu na niekorzyść. Jak podaje Herodot, Amasis poradził Polikratesowi, by ten dobrowolnie wyrzekł się czegoś, co jest dla niego cenne. Uznawszy słuszność tej rady, Polikrates wyrzuca do morza piękny sygnet, dzieło Teodorosa z Samos. Bogowie nie przyjmują jednak tej dobrowolnej ofiary i pierścień powraca do władcy w brzuchu ryby podarowanej mu przez jednego z poddanych.
Polikrates otaczał się poetami i uczonymi. Na jego dworze przebywali Anakreont z Teos, Ibikos, Teodoros z Samos i Demokedes. Polikrates zbudował w Samos świątynię Hery – Herajon nad strumieniem Imbrasos, miejscem narodzin Hery, tunel Eupalinosa i falochron portu w dzisiejszym Pythagorionie.

### Wojna ze Spartą i upadek
Polikrates wysyła na pomoc Amasisowi wielu swych żołnierzy, pragnąc w ten sposób pozbyć się potencjalnych buntowników. W drodze do Egiptu dezerterują oni jednak, tworząc silną opozycję przeciw władcy. Po śmierci Amasisa Polikrates zawarł sojusz z Kambyzesem II, a niezadowoleni przeciwnicy z Samos wezwali na pomoc Spartan i Koryntian, którzy przez czterdzieści dni nieudanie oblegali mury Samos. Po zdobyciu Jonii przez Cyrusa i floty fenickiej przez Kambyzesa hegemonia Samos na morzu dobiegła końca, a Polikrates musiał zaprzestać uprawiania dochodowego piractwa.
Śmierć Polikratesa jest potwierdzeniem wypowiedzianej przez Amasisa zasady o zmienności losu. Tyran został podstępnie zabity przez Orojtesa, perskiego namiestnika w Sardes, który zwabił go w pułapkę w Magnezji obiecując współpracę wojskową przeciw Persom i liczne skarby. Polikrates wysyła do Magnezji swego sekretarza Majandriosa, po czym skuszony jego opowieścią o bogactwach Orojtesa sam wyrusza za morze, mimo ostrzeżeń córki, która we śnie ujrzała, że jej ojca „kąpać będzie Zeus a namaszczać Helios”.
Orojtes pojmał i zamordował Polikratesa przez ukrzyżowanie. Tak też spełniło się widzenie jego córki, gdyż ilekroć padał deszcz – Zeus kąpał jego ciało, zaś gdy w słońcu okrywało się ono potem – namaszczał je Helios.

## Nawiązania kulturowe
Historia życia Polikratesa stanowi obok Krezusa archetypiczne przedstawienie zmienności losu. Dzięki opowieści Herodota postać władcy Samos zapisała się trwale w zbiorowej wyobraźni kultury zachodnioeuropejskiej. Do wątku nadmiernego szczęścia i powracającego pierścienia nawiązują liczne dzieła malarskie i literackie. Natchnieniem dla artystów był także rodzaj śmierci stwarzający odległe skojarzenie z męką Chrystusa.
- 1557: Giovanni Fedini, Pierścień Polikratesa (olej na płótnie przedstawiający służbę królewską przynoszącą na półmisku rybę, która pożarła pierścień władcy)
- 1661: Salvator Rosa, Ukrzyżowanie Polikratesa (rysunek przedstawiający śmierć władcy Samos)
- 1797: Friedrich Schiller, Pierścień Polikratesa (ballada opisująca przywołaną przez Herodota anegdotę)[7]
- 1982: Jerzy Piechowski, Imię tego zdrajcy (powieść o losach Polikratesa)

Istnieje także w psychologii jednostka zwana kompleksem Polikratesa, a objawiająca się pragnieniem kary lub nieszczęścia